# Туркменистан на Светском првенству у атлетици на отвореном 2013.
Туркменистан је учествовао на Светском првенству у атлетици на отвореном 2013. одржаном у Москви од 10. до 18. августа десети пут. Репрезентацију Туркменистана представљала је једна такмичарка која се такмичила у трци на 200 метара.
На овом првенству Туркменистан није освојио ниједну медаљу а једина такмичарка је дисквалификована.

## Учесници
Жене:
- Јелена Рјабова — 200 м

## Резултати

### Жене
| Атлетичарка     | Дисциплина | Лични рекорд | Квалификације | Квалификације | Полуфинале            | Полуфинале            | Финале                | Финале              | Детаљи |
| Атлетичарка     | Дисциплина | Лични рекорд | Резултат      | Место         | Резултат              | Место                 | Резултат              | Место               | Детаљи |
| --------------- | ---------- | ------------ | ------------- | ------------- | --------------------- | --------------------- | --------------------- | ------------------- | ------ |
| Јелена Рјабова* | 200 м      | 24,27        | 24,61         | 5 у гр. 3     | Није се квалификовала | Није се квалификовала | Није се квалификовала | 47 /48 (50) Диск. , |        |

- ИААФ је 20. септембра 2013. објавила да је на основу допинг тестова на СП 2013. у Москви 7 атлетичара користило недозвољена средства. Међу њима била је и Јелена Рјабова код које су у узорку урина нађени стереоиди. Сви су суспендовани.[3]